# Tomentella brevispina
Tomentella brevispina är en svampart som först beskrevs av Bourdot & Galzin, och fick sitt nu gällande namn av M.J. Larsen 1970. Tomentella brevispina ingår i släktet Tomentella och familjen Thelephoraceae.   Inga underarter finns listade i Catalogue of Life.